# C'è un uomo nel letto di mamma
C'è un uomo nel letto di mamma (With Six You Get Eggroll) è un film del 1968 diretto da Howard Morris, ultima pellicola a cui Doris Day abbia partecipato.

## Trama
Abby McClure, rimasta vedova e con tre figli a carico, decide di risposarsi con un uomo che le era stato presentato dalla sorella, Jake Iverson, anche lui vedovo e con una figlia adolescente. 
Inizialmente i figli di entrambi cercheranno di far naufragare la relazione, salvo poi accettarsi l'un l'altro come una vera famiglia.

## Produzione
C'è un uomo nel letto di mamma è stato il primo film realizzato dalla neonata Cinema Center Films, una divisione della CBS.